# Aedes josephinae
Aedes josephinae är en tvåvingeart som beskrevs av E. Sydney Marks 1958. Aedes josephinae ingår i släktet Aedes och familjen stickmyggor. Inga underarter finns listade i Catalogue of Life.